# Euthymīs Filippou
Euthymīs Filippou (pron. AFI: [ˈe.fθi.mis fiˈli.pu]; in greco Ευθύμης Φιλίππου?; Acharnes, 18 gennaio 1977) è uno sceneggiatore greco, noto per le sue collaborazioni col regista Yorgos Lanthimos.
È stato candidato all'Oscar alla migliore sceneggiatura originale per The Lobster (2015).

## Filmografia

### Sceneggiatore
- Dogtooth (Kynodontas), regia di Yorgos Lanthimos (2009)
- Alps (Alpeis), regia di Yorgos Lanthimos (2011)
- L - Un uomo, un'auto e un barattolo di miele (L), regia di Mpampīs Makridīs (2012)
- The Lobster, regia di Yorgos Lanthimos (2015)
- Chevalier, regia di Athīna Rachīl Tsaggarī (2015)
- Il sacrificio del cervo sacro (The Killing of a Sacred Deer), regia di Yorgos Lanthimos (2017)
- Miserere (Oiktos), regia di Mpampīs Makridīs (2018)
- Nimic, regia di Yorgos Lanthimos – cortometraggio (2019)
- Kinds of Kindness, regia di Yorgos Lanthimos (2024)

### Attore
- Alps (Alpeis), regia di Yorgos Lanthimos (2011)

## Premi e candidature
- Premio Oscar
  - 2017 - Candidatura alla migliore sceneggiatura originale per The Lobster
- Mostra internazionale d'arte cinematografica
  - 2011 - Premio Osella per la migliore sceneggiatura per Alps
- Festival di Cannes
  - 2017 - Prix du scénario per Il sacrificio del cervo sacro
- European Film Award
  - 2016 - Miglior sceneggiatura per The Lobster
  - 2017 - Candidatura alla miglior sceneggiatura per Il sacrificio del cervo sacro
- Critics' Choice Award
  - 2016 - Candidatura alla miglior sceneggiatura originale per The Lobster
- Chicago Film Critics Association Awards
  - 2016 - Candidatura alla miglior sceneggiatura originale per The Lobster
- Los Angeles Film Critics Association Awards
  - 2016 - Miglior sceneggiatura per The Lobster
- Satellite Award
  - 2017 - Candidatura alla miglior sceneggiatura originale per The Lobster

## Doppiatori italiani
Nelle versioni in italiano nelle opere in cui ha recitato, Euthymīs Filippou è stato doppiato da:
- Franco Mannella in Alps